# Бульварне кільце (Москва)
Бульварне кільце, також кільце А (рос. Бульва́рное кольцо́), — безперервна послідовність бульварів і площ у Центральному адміністративному окрузі Москви, завдовжки 9 км. Включає 10 бульварів.
Всупереч назві, кільце не утворює замкнуте коло, на заході воно закінчується у площі Пречистенська Брама, а на сході — у Великого Устьїнського мосту

## Історія
Бульварне кільце виникло на місці розібраних мурів та веж Білого Города. Наприкінці XVIII століття місто виросло, Білгородська стіна втратила своє оборонне значення і в 1770-ті — 1780-ті роки була розібрана, а на її місці заклали бульвари. Про проїзні фортечні вежі у колишньому міському мурі нагадують назви багатьох площ між бульварами, які назвалися «Брамами».
В 1887 році на Бульварному кільці проклали лінії конки, які в 1911 році були замінені на електричний трамвай. Кільцевий маршрут замикався по Кремлівській набережній.
Містобудівні плани «Нова Москва» (1920-ті), «Велика Москва» (1925) і Генеральний план реконструкції Москви (1935) передбачали замикання Бульварного кільця у Замоскворіччі. У рамках реалізації цієї ідеї наприкінці 1930-х років у Замоскворіччі знесли частину історичної забудови, спорудили Великий Устьїнський міст та Малий Устьїнський міст, фрагментарно спорудили по лінії майбутньої траси кільця нові будівлі. Від Малого Устьїнського мосту Бульварне кільце мало б прямувати до перетину з Новокузнецькою вулицею, далі по скверу — колишньому цвинтарю церкви Параскеви П'ятниці до розв'язки з П'ятницькою вулицею. Звідти проектоване продовження вулиці прямувало через Ординський тупик, Великим Толмачевським провулком на сквер у з'єднання Великої Полянки з Великою Якиманкою. Далі трасу вулиці планували прокласти по новому мосту через Водовідвідний канал, через край Болотного острова та прямувати на Соймоновський міст, який мав сполучити Острів і Соймоновський проїзд і таким чином замкнути Бульварне кільце.

## Складові
За годинниковою стрілкою:
| Назва                                              | Довжина | Ширина |
| -------------------------------------------------- | ------- | ------ |
| Соймоновський проїзд                               | 340 м   |        |
| Площа Пречистенська Брама                          |         |        |
| Гоголівський бульвар                               | 750 м   |        |
| Арбатська площа                                    |         |        |
| Площа Арбатська Брама з Арбатським тунелем під нею |         |        |
| Никитський бульвар                                 | 530 м   |        |
| Площа Никитська Брама                              |         |        |
| Тверський бульвар                                  | 875 м   |        |
| Пушкінська площа                                   |         |        |
| Страстной бульвар                                  | 550 м   | 123 м  |
| Площа Петровська Брама                             |         |        |
| Петровський бульвар                                | 449 м   |        |
| Трубна площа                                       |         |        |
| Різдвяний бульвар                                  |         |        |
| Площа Сретенська Брама                             |         |        |
| Сретенський бульвар                                | 214 м   |        |
| Тургеневська площа                                 |         |        |
| Площа М'ясницька Брама                             |         |        |
| Чистопрудний бульвар                               | 822 м   |        |
| Площа Покровська Брама                             |         |        |
| Хохловська площа                                   |         |        |
| Покровський бульвар                                | 590 м   |        |
| Яузький бульвар                                    | 400 м   |        |
| Площа Яузька Брама                                 |         |        |
| Устьїнський проїзд                                 | 200 м   |        |